# Marmaduke of Thwing (Ritter, † nach 1234)
Marmaduke of Thwing, auch Marmaduke I of Thwing oder Thweng genannt, († nach November 1234) war ein englischer Ritter.
Marmaduke of Thwing entstammte der Familie Thwing, einer Familie mit Besitzungen vor allem in Lincolnshire und Yorkshire. Er war ein Sohn und der Erbe von Robert II of Thwing und dessen Frau Emma Darel. Vor 1199 hatte er das Erbe seines Vaters angetreten, als er als Bürge für Richard de Malebisse diente. 1294 wurde Thwing wegen eines nicht näher bezeichneten Verbrechens inhaftiert. Gegen Zahlung von 100 Shilling wurde er an zwölf Bürgen übergeben, darunter Peter de Brus. Schließlich wurde er im selben Jahr gegen eine Strafe von 40 Mark sowie der Stellung von Sicherheiten wieder freigelassen. 1208 diente er selbst als Mitglied einer Jury. Während des Ersten Kriegs der Barone unterstützte er wie viele andere nordenglischen Barone ab 1215 die Adelsopposition im Kampf gegen König Johann Ohneland, ehe er sich 1217 dem Regentschaftsrat, der für den minderjährigen neuen König Heinrich III. die Regierung führte, unterwarf. In den nächsten Jahren übernahm er offenbar verschiedene lokale Ämter in Nordengland. 1218 gehörte er einer Kommission an, die eine Beschwerde von Bischof Richard Marsh von Durham über eine Blockade des River Tyne untersuchte. 1226 gehörte er einer Kommission an, die den Zustand der Befestigungen von Scarborough und Pickering Castle untersuchte, und 1230 sollte er zusammen mit anderen Beamten Loyalitätseide auf die Regierung entgegennehmen. Dazu diente er zwischen 1221 und 1229 als Assize-Richter und bis 1230 als Coroner, ehe er wegen seines Alters seine Ämter niederlegte. Er wurde letztmals im November 1234 erwähnt.

## Nachkommen
Der Name von Thwings Frau ist unbekannt. Er hinterließ mehrere Kinder, darunter:
- Cecily ⚭ William the Constable, Kommandant von Holderness Castle
- Robert III of Thwing († zwischen 1245 und 1257)

Sein Erbe wurde sein Sohn Robert III of Thwing.